# Aktives Management
Aktives Management, auch Aktives Portfoliomanagement oder Aktiver Anlagestil, ist eine Strategieform beim Portfoliomanagement, also der Verwaltung eines in Wertpapieren angelegten Vermögens.
Kennzeichnend für das Aktive Management ist es, nicht einfach einen – im Regelfall durch einen Börsenindex vorgegebenen – Vergleichsmaßstab (englisch benchmark) nachbilden zu wollen, sondern durch Handelsaktivität (Umschichtung) aufgrund eigener Markteinschätzungen eine Überrendite gegenüber dem Vergleichsmaßstab anzustreben. Dabei sind notgedrungen mehr oder weniger hohe Kosten in Kauf zu nehmen. Entscheidungshilfe für den Vermögensverwalter kann dabei die Fundamentalanalyse oder die Technische Analyse bieten.
Das Gegenstück zum Aktiven Management ist das Passive Management, bei dem mit sehr niedrigen Managementkosten ein Vergleichsmaßstab mehr oder weniger perfekt nachgebildet wird.

## Spezialfall Fonds
Handelt es sich beim Anlagevermögen um einen Investmentfonds (kurz „Fonds“), spricht man auch vom Aktiven Fondsmanagement. Dem Fondsmanager kommt die Rolle zu, die Märkte zu beobachten und zu analysieren und die Anlagen je nach Marktsituation umzuschichten, um eine Überrendite gegenüber dem Vergleichsmaßstab zu erwirtschaften. Gleichzeitig wird hierdurch eine – verglichen mit dem Passiven Fondsmanagement – hohe Kostenbelastung verursacht. Studien zeigen, dass im Mittel weniger als 20 Prozent aller aktiv gemanagten Fonds die Überrendite nach Kosten erzielt haben.

## Gegenüberstellung zu Passivem Management
Siehe Passives Management#Gegenüberstellung zu Aktivem Management.